# Erytrea na Letnich Igrzyskach Olimpijskich 2000
Erytreę na Letnich Igrzyskach Olimpijskich 2000 reprezentowało 3 zawodników, 2 mężczyzn i 1 kobieta.
Był to debiutancki występ reprezentacji Erytrei na igrzyskach olimpijskich.

## Skład kadry

### Lekkoatletyka
Mężczyźni
- Bolota Asmerom

bieg na 5000 m (odpadł w 1 rundzie eliminacji, 32. miejsce)
- Yonas Kifle

bieg na 10000 m (odpadł w 1 rundzie eliminacji)
Kobiety
- Nebiat Habtemariam

bieg na 5000 m (odpadła w 1 rundzie eliminacji)